# Matt Geyer
Pour les articles homonymes, voir Geyer.

a Compétitions nationales et continentales officielles uniquement.

Matt Geyer, né le 5 septembre 1975 à Blacktown près de Sydney, est un ancien joueur de rugby à XIII évoluant au poste d'ailier, d'arrière ou de demi d'ouverture. Il dispute le State of Origin pour les Blues de Nouvelle-Galles du Sud en 1999 prenant part aux trois rencontres, il dispute également le City vs Country Origin en 2002 et en 2006. En club, il joue dans la Super League australienne en 1997 avant de rejoindre le Melbourne Storm lors de la création de la National Rugby League, avec ce dernier il remporte la NRL en 1999 (ainsi qu'en 2007 mais la NRL retire ce titre en 2010 pour sanctionner le club de dépassement du plafond salarial). Il n'a jamais porté le maillot de l'équipe d'Australie.

## Palmarès
- Vainqueur de la National Rugby League : 1999 (Melbourne Storm).
- Vainqueur du City vs Country Origin : 2002 (City).

## Distinction personnelle
- Meilleur réalisateur de la NRL : 1999 (Melbourne Storm).